# 布氏假鰓鱂
布氏假鰓鱂，為輻鰭魚綱鯉齒目假鰓鱂科的其中一種，分布於非洲盧阿拉巴河流域，為特有種，體長可達6公分，棲息在沼澤、水塘底中層水域，生活習性不明。

## 擴展閱讀
維基物種上的相關：布氏假鰓鱂